# Extrusora

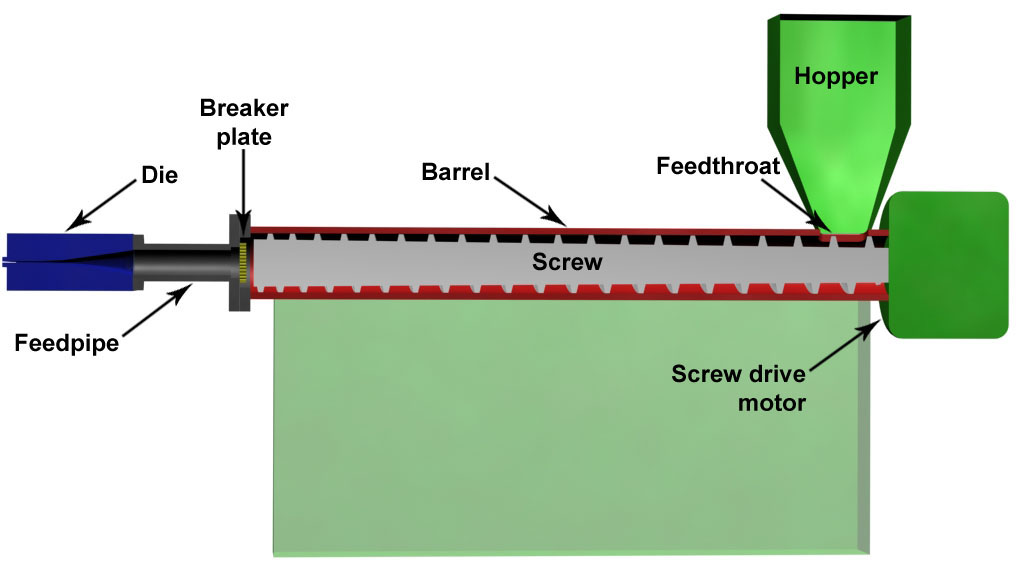
Extrusora per plàstic, seccionada amb tots els seus elements

L'extrusora és una màquina emprada en l'extrusió de plàstic, metalls i goma. Està formada per un motor que fa girar un vissensfi amb la finalitat d'arrossegar, comprimir, fondre i formar el material a treballar.

## Tipus
Segons el material a treballar, hi ha diversos tipus d'extrusores en el mercat:
- Extrusora mono vis sense fi.
- Extrusora doble vis sense fi.
- Extrusores amb equip des-gasificant.

## Vis sense fi per plàstic
En un vis sens fi per fondre plàstic es poden diferenciar cinc zones diferents:
- Zona d'alimentació. Aquesta zona alimenta de resina cap dins la càmera.
- Zona de fusió. La resina es fon en aquesta secció.
- Zona de pressió. En aquesta zona se li dona pressió al plàstic per uniformitzar-lo.
- Zona de descompressió. El material és descomprimit per deixar sortir els gasos atrapats en el polímer.
- Zona de Mescla. La resina es barreja i s'uniformitza, especialment adequada per càrrega i additius.

La longitud d'un vis sense fi es referencia per la ràtio: nombre de diàmetres per llargada L:D. Per exemple, un vis sense fi de 20:1 de diàmetre 60 mil·límetres té una llargada de 60 x 20 = 1200 mm., les màquines modernes arriben a ràtios de 32:1.

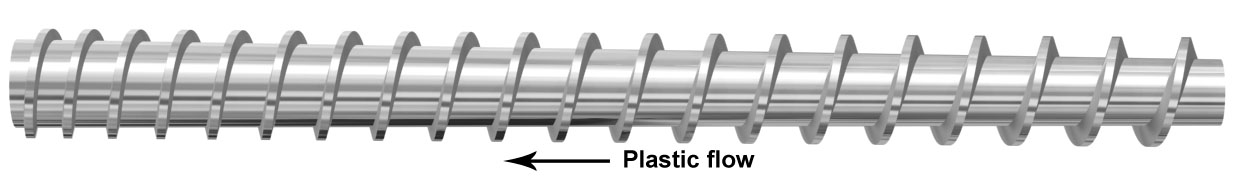
Vis sense fi per extrusió de plàstic

### Extrusores de doble vis sense fi
Les extrusores de doble vis sense fi, proporcionen una empenta major que el d'un sòl vis, acceleracions de material millors, esforços tallants alts i barreja intensiva. Per alguns materials aquest procés és massa agressiu, per tant resulta inadequat, hi ha la creença que els concentrats de color es realitzen en aquest tipus d'extrusores, però, la majoria dels pigments pateixen degradació degut a les condicions tan agressives del procés, per tant, la majoria dels fabricants de concentrats utilitzen una càmera llarga d'un sol vis sense fi.

## Fabricants Catalans d'extrusores
Durant el segle xx sorgiren a Catalunya un nombre important de fabricants d'extrusores de termoplàstics. Avui dia en queden pocs en actiu degut a la competència més eficaç de les firmes alemanyes, italianes i últimament xinesses.
Principals fabricants durant el segle XX: 
- Gines Coll
- Volcan
- Covex
- Mateu i Solé
- Pena (Vis sense fi)